# Памятник Шаляпину (Казань)

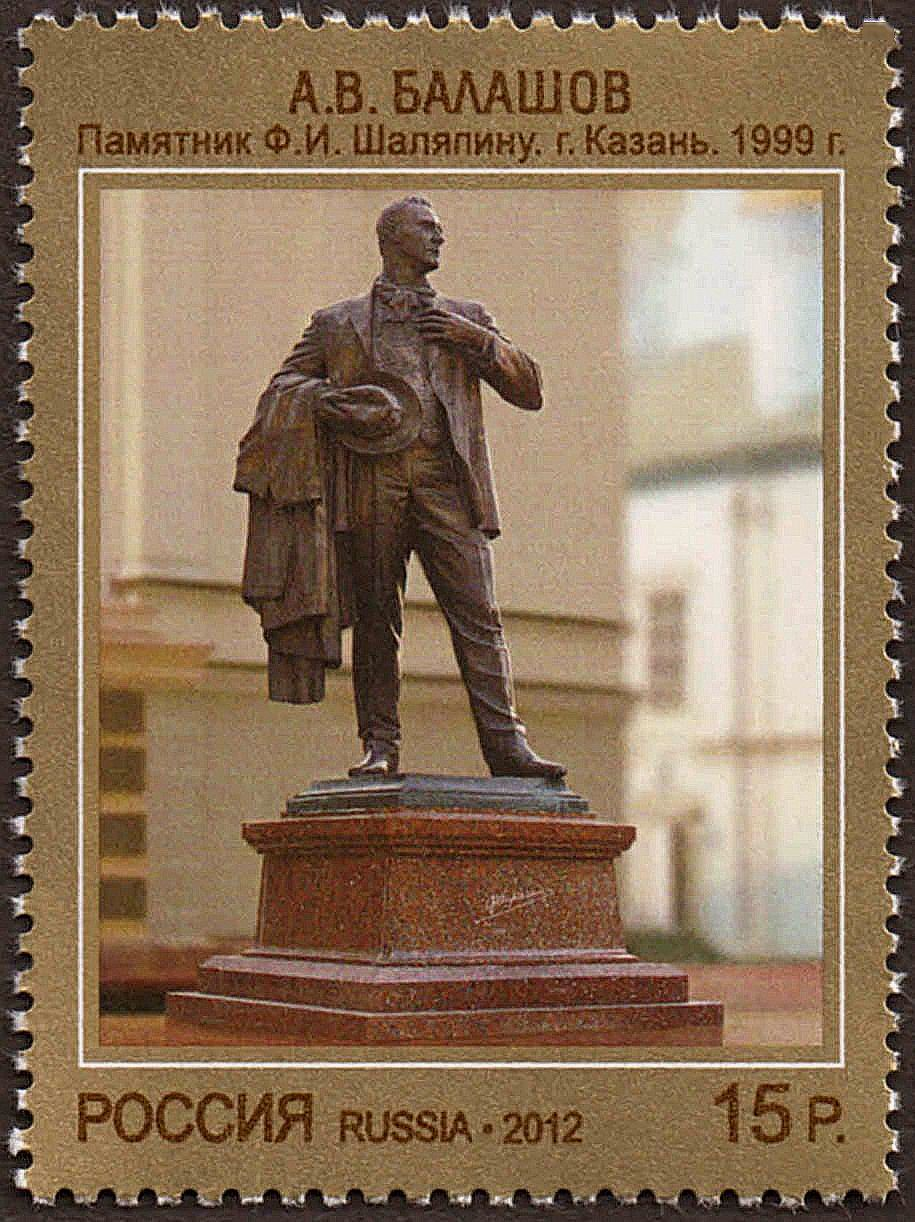
Памятник Фёдору Шаляпину в Казани на почтовой марке. Россия, 2012 г.

Памятник Фёдору Ивановичу Шаляпину в родном городе певца Казани расположен на улице Баумана рядом с отелем «Шаляпин Палас».

## История
Памятник был заложен в 1998 году около Богоявленского собора, в котором певец был крещён в феврале 1873 году, и открыт 29 августа 1999 года. Памятник изображает певца покидающим в 1922 году Россию и прощающимся с родным городом.
Памятник отлит из бронзы. Автором памятника является А. В. Балашов — академик Российской академии художеств и заслуженный художник РФ.
Осенью 2009 года в Казани прошёл оригинальный молодёжный флэш-моб — чистка памятника Шаляпину.